# Monte Caprasio
Il monte Caprasio, o rocca Sella, è una montagna delle Alpi Graie alta 1.508 m.

## Geografia

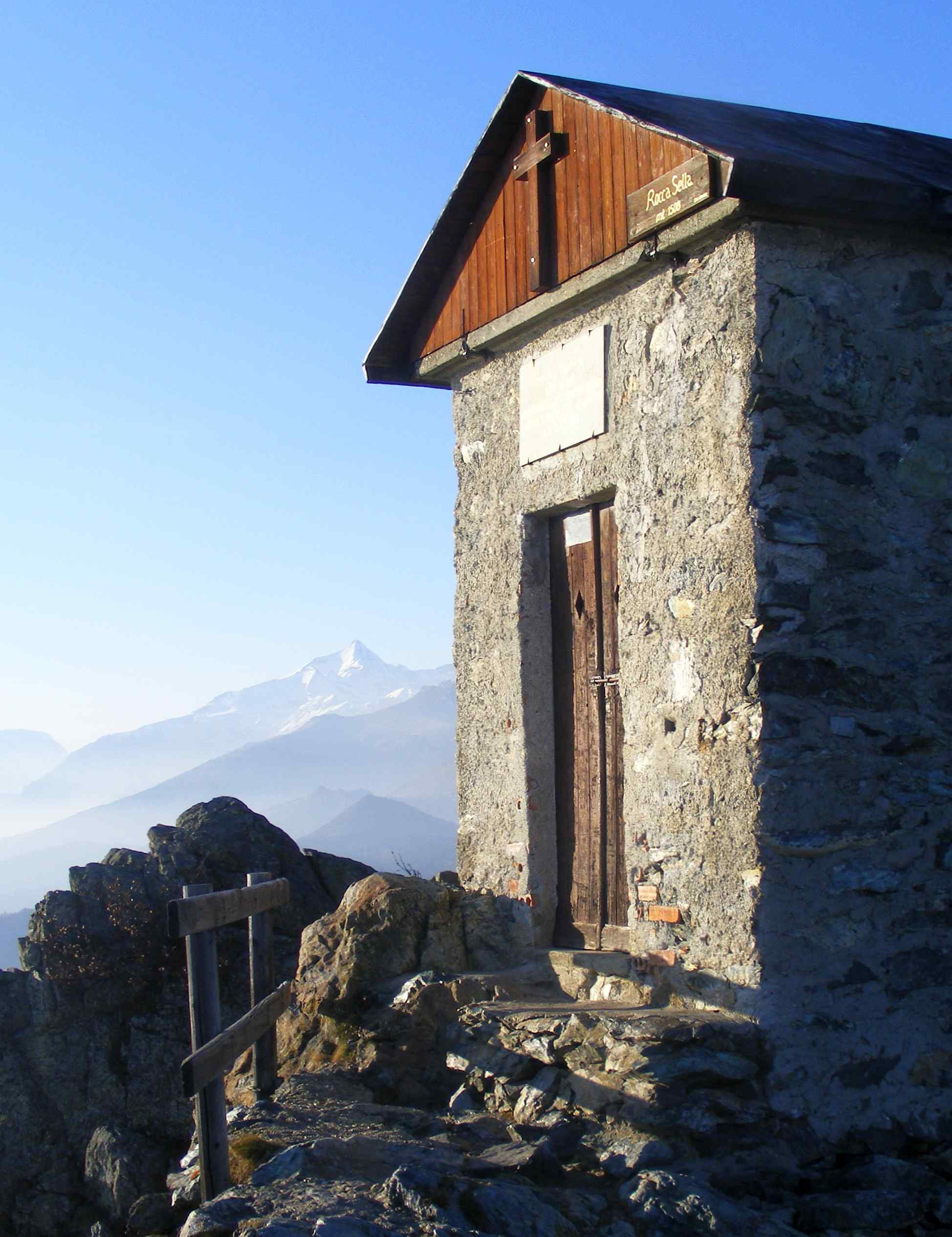
La cappella sulla cima

Si trova all'inizio della val di Susa, di fronte alla sacra di San Michele, ed interessa i comuni di Caprie, Rubiana e Villar Dora. La sua vetta rocciosa rappresenta il punto più alto del territorio comunale villardorese ed ospita una statua della Madonna (raggiungibile attraverso pochi passi di arrampicata al III grado) ed una cappella-rifugio sempre aperta posta poco più in basso (ben visibile dal comune di Rubiana).
Sulla cima si trova il punto geodetico trigonometrico dell'IGM denominato rocca Della Sella (cod. 055114).

## Ascensione alla vetta

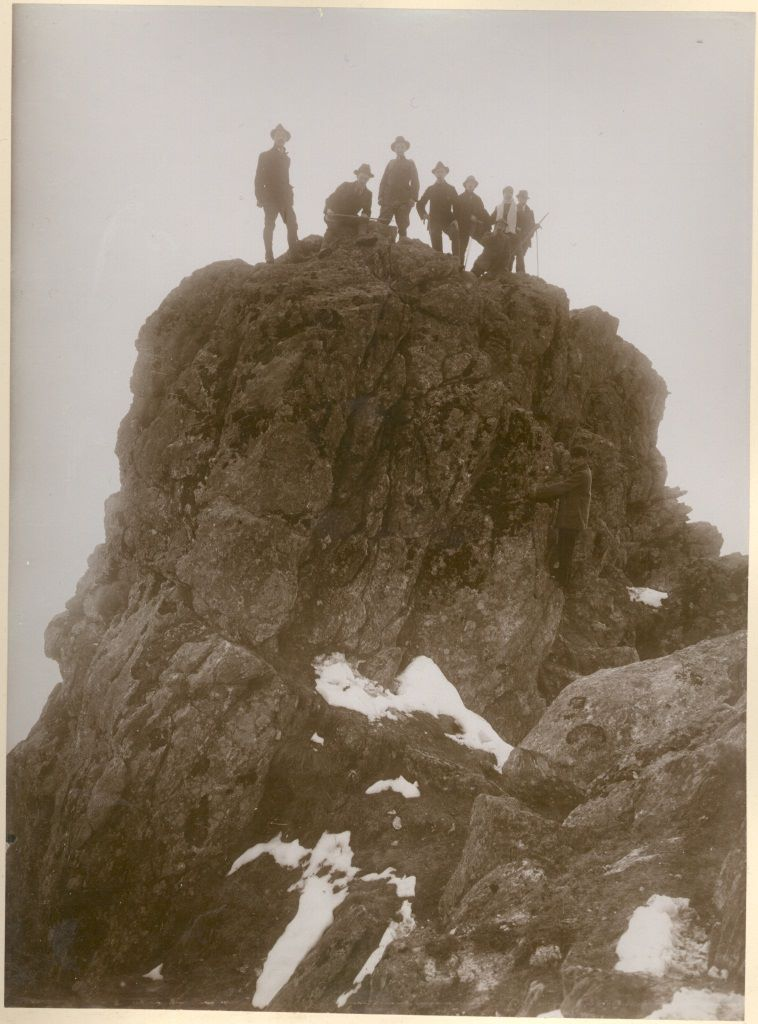
Gruppo di escursionisti sulla cima del Rocca Sella (15 gennaio 1899, foto di Mario Gabinio)

Data la bassa quota la montagna può essere salita con relativa facilità durante tutto l'anno, portando eventualmente con sé ramponi e piccozza durante l'inverno. L'accesso è di tipo escursionistico e normalmente avviene partendo dalla frazione Comba di Caprie (1.070 m), dal sentiero che parte dietro al lavatoio.
Dopo un breve tratto boscoso si giunge a un bivio (circa 1.200 m): a sinistra si va al colle Arponetto (1.397 m) e poi di lì al monte Sapei (1.624 m), a destra invece si imbocca un facile canalone (detto sentiero Tramontana) che porta direttamente in cima alla Rocca Sella in meno di 1 h. La difficoltà di questa via, che è la più breve ed anche la più panoramica per l'accesso alla vetta, è classificata come EE (escursionismo per esperti).
Esiste anche un sentiero più facile ma più lungo, classificato come E (escursionismo facile), che dal colle Arponetto sulla destra conduce in vetta alla montagna.

## Storia
Alla base del monte, intorno all'abitato dell'attuale frazione Celle di Caprie, nel medioevo si insediarono degli eremiti in grotte ed anfratti naturali. Il più noto di essi è San Giovanni Vincenzo, arcivescovo di Ravenna dal 986 al 997 con il nome di Giovanni XIII, ritiratosi ivi dal 997 al 12 gennaio dell'anno 1000 (data della sua morte). Il 4 ottobre 1942 venne eretta sulla cima una bellissima statua lignea della Madonna, presto danneggiata dalle Intemperie. Fu sostituita nel 1948 con un'altra, simile, in cemento. Un anno o due dopo, venne eretta l'adiacente cappelletta. Successivamente,la statua venne nuovamente danneggiata  (fulmine?) e poi sostituita con un'altra sempre in cemento, un po' più piccola.